# Liparis dryadum
Liparis dryadum är en orkidéart som beskrevs av Rudolf Schlechter. Liparis dryadum ingår i släktet gulyxnen, och familjen orkidéer. Inga underarter finns listade i Catalogue of Life.